# Pekka Simojoki
Pekka Samuli Simojoki (født 5. Januar 1958) er en af de mest produktive og berømte kristne sangskrivere i Finland.
Han er kendt især for at komponere nutidig kristen musik herunder flere messer, musicals og et stort antal meget populære sange. Han er også begyndt og ledes flere berømte finske kristne musikgrupper. Han blev først inspireret til at skrive musik meget tidligt i Namibia, Afrika, hvor han boede sammen med sine forældre, der arbejdede der som missionærer i otte år (1964-1973).
Pekka Simojoki lavede sin første komposition, da han var omkring 13 år gammel, men han begyndte at blive mere seriøs omkring det, da han mødte digteren Anna-Mari Kaskinen og begyndte at arbejde sammen med hende. Han gjorde dette i 1979. Deres samarbejde har skabt nogle af de mest elskede finske åndelige sange, messer og musicals. Den finske lutherske salmebog omfatter fem sange, de har skrevet. Pekka har også arbejdet med flere andre digtere, og han skriver en masse tekster selv. Alt i alt, har han skrevet mere end 650 sange.
Pekka Simojoki har indspillet mere end 40 albums med forskellige ensembler. Albumne indeholder forskellige former for religiøs musik fra børnesange til rock. Den bedst sælgende af disse optagelser er de såkaldte "sange af silence'-CD'er, som gik guld og platin i 2008. Simojoki sange er også blevet oversat til andre sprog, og er blevet offentliggjort i sangbøger og salmebøger i forskellige kirker over hele verden. En samling cd med de »sange af stilhed 'er indspillet på engelsk, tysk, hollandsk, svensk, estisk, ungarsk, spansk, fransk, russisk og arabisk.
Han har også modtaget tre forskellige priser for sit arbejde i løbet af sin karriere. Simojoki har også optrådt i flere andre lande, herunder Danmark, Sverige, Rusland, Estland, Tyskland, Frankrig, Ungarn, Rumænien, Holland, Kosovo, Polen, Østrig, Taiwan, Thailand, Canada og Australien.
Han har for nylig været i Danmark, for at medvirke i Emmaus mødet 2015. Her medvirkede han i en koncert i Haslev Kirke sammen med Haslevs kirkes ungdomskor og Peter & Betty Arendt.